# Zinaida Gilel's
Zinaida Grigor'evna Gilel's (in russo Зинаида Григорьевна Гилельс?; Odessa, 24 febbraio 1924 – 7 maggio 2000) è stata una violinista e insegnante sovietica naturalizzata statunitense.

## Biografia
Zinaida Gilel's nacque in una famiglia ebraica, figlia di Grigorij e Rosalia (nata Diner) Gilel's. Era nipote di Elizaveta Grigor'evna Gilel's e di Ėmil' Gilel's.
Studiò con Pëtr Stoljarskij dall'età di sette anni, e fu allieva della scuola di Stoljarskij dal 1934 fino 1938. In quello stesso anno fu ammessa alla Scuola centrale di musica di Mosca in cui trascorse cinque anni, studiando sotto la guida di Abram Jampol'skij. Quindi dal 1943 studiò al Conservatorio di Mosca con David Ojstrach, diplomandosi nel 1949.
Insegnò alla Scuola centrale di musica di Mosca dal 1960 al 1983, prima come assistente di Jurij Jankelevič e in seguito a capo della sua cattedra. Dopo essersi trasferita negli Stati Uniti d'America nel 1985, insegnò alla Longy School of Music a partire dal 1986, al New England Conservatory dal 1989, e al Conservatorio di Boston dal 1994.
Dal 1986 fu inoltre docente ospite dei corsi della Fondazione Santa Cecilia di Portogruaro, dal 1987 al 1992 alla scuola di violino e al festival di Kuhmo, in Finlandia e dal 1994 alla scuola di musica Ryoko Saski di Tokyo.
Sviluppò un metodo di insegnamento per permettere ai giovani violinisti di superare le difficoltà di suonare il loro strumento; il suo metodo continua a essere utilizzato nella scuola di violino Zinaida Gilels di Latisana. Fra i suoi allievi figurano molti violinisti celebri, fra cui Il'ja Grubert, Lev Gelbard, Il'ja Kaler e Il'ja Sekler.